# Walter Salzmann (Eishockeyspieler)
Walter Salzmann (* 19. Mai 1936 in Visp; † 12. September 2012 in Brig) war ein Schweizer Eishockeystürmer. Sein Enkel ist Fabian Heldner.

## Karriere
Walter Salzmann spielte während seiner Karriere bei zwei Vereinen – dem EHC Visp, mit dem er 1960 in die NLA aufstieg und dort 1962 den Schweizer Meistertitel errang und 1972 wieder aus der NLA abstieg, und beim HC Sion, wo er als Spielertrainer fungierte.
Nach seiner Karriere als Spieler war er zeitweise Trainer beim EHC Visp und auch Präsident des EHC Visp, dessen Ehrenpräsident er später wurde.
International spielte Salzmann für die Schweiz und nahm an den Olympischen Winterspielen 1964 und an der B-Weltmeisterschaft 1963 teil.
Ausserhalb des Sportes baute er das Unternehmen Salzmann AG ied engineering auf. Politisch war er als Gemeinderat von Visp und im Grossen Rat des Kantons Wallis tätig.